# Paleozoico
| Eón Eonotema | Era Eratema | Inicio (millones años) |
| ------------ | ----------- | ---------------------- |
| Fanerozoico  | Cenozoico   | 66                     |
| Fanerozoico  | Mesozoico   | 251,9±0,02             |
| Fanerozoico  | Paleozoico  | 538,8±0,6              |
| Proterozoico |             | 2500                   |
| Arcaico      | 4031±3      |                        |
| Hádico       | 4567        |                        |

El Paleozoico es la primera era y eratema del Fanerozoico en la escala temporal geológica. Anteriormente era conocido por los términos, hoy obsoletos, de Primario o era primaria. El Paleozoico sucede al Neoproterozoico (del supereón Precámbrico) y precede al Mesozoico. Se inició hace unos 539 millones de años y acabó hace unos 252 millones de años, con una duración, por tanto, de 287 millones de años. Su nombre procede del griego παλαιο, palaio, ‘viejo’ y ζωη, zoe, ‘vida’, que en conjunto significa ‘vida antigua’. 
Geológicamente, el Paleozoico se inicia poco después de la desintegración del supercontinente Pannotia y acaba con la formación del supercontinente Pangea. Durante la mayor parte de la era, la superficie de la Tierra se divide en un número relativamente pequeño de continentes.
El Paleozoico abarca desde la proliferación de animales con concha y exoesqueleto hasta la extinción masiva del Pérmico-Triásico , la mayor extinción de la historia de la Tierra, tras la que los ecosistemas terrestres empezaron a ser dominados por los grandes reptiles y por plantas relativamente modernas, como las coníferas.

## Subdivisiones
El Paleozoico se divide en seis períodos: Cámbrico (la vida animal florece en los mares), Ordovícico (dominan los invertebrados), Silúrico (primer animal de respiración aérea), Devónico (aparecen peces con escamas duras y los anfibios), Carbonífero (aparecen grandes bosques de helechos, primeros reptiles y los primeros insectos voladores), y Pérmico, que acaba con una gran extinción.
| Era Eratema | Periodo Sistema | Periodo Sistema | Época Serie         | Edad Piso       | Eventos relevantes | Inicio, en millones de años |
| ----------- | --------------- | --------------- | ------------------- | --------------- | --- | --------------------------- |
| Paleozoico  | Pérmico         | Pérmico         | Lopingiense         | Changhsingiense | Las tierras emergidas se unen formando el supercontinente Pangea, creando los Apalaches. Fin de la glaciación permo-carbonífera. Los reptiles sinápsidos (pelicosaurios y terápsidos) se hacen abundantes, siguen siendo comunes los parareptiles y anfibios temnospóndilos. Durante el Pérmico Medio, la flora del carbonífero es reemplazada por gimnospermas con estróbilos (las primeras plantas con semilla verdaderas) y los primeros musgos verdaderos. Evolucionan los escarabajos y las moscas. La vida marina florece en los arrecifes someros y cálidos; braquiópodos prodúctidos y espiriféridos, bivalvos, foraminíferos, y ammonoideos, todos muy abundantes. Extinción del pérmico-triásico hace 251 ma: se extingue el 95 % de la vida en la Tierra, incluyendo todos los trilobites, graptolites y blastozoos. | 254,14±0,07                 |
| Paleozoico  | Pérmico         | Pérmico         | Lopingiense         | Wuchiapingiense | Las tierras emergidas se unen formando el supercontinente Pangea, creando los Apalaches. Fin de la glaciación permo-carbonífera. Los reptiles sinápsidos (pelicosaurios y terápsidos) se hacen abundantes, siguen siendo comunes los parareptiles y anfibios temnospóndilos. Durante el Pérmico Medio, la flora del carbonífero es reemplazada por gimnospermas con estróbilos (las primeras plantas con semilla verdaderas) y los primeros musgos verdaderos. Evolucionan los escarabajos y las moscas. La vida marina florece en los arrecifes someros y cálidos; braquiópodos prodúctidos y espiriféridos, bivalvos, foraminíferos, y ammonoideos, todos muy abundantes. Extinción del pérmico-triásico hace 251 ma: se extingue el 95 % de la vida en la Tierra, incluyendo todos los trilobites, graptolites y blastozoos. | 259,51±0,21                 |
| Paleozoico  | Pérmico         | Pérmico         | Guadalupiense       | Capitaniense    | Las tierras emergidas se unen formando el supercontinente Pangea, creando los Apalaches. Fin de la glaciación permo-carbonífera. Los reptiles sinápsidos (pelicosaurios y terápsidos) se hacen abundantes, siguen siendo comunes los parareptiles y anfibios temnospóndilos. Durante el Pérmico Medio, la flora del carbonífero es reemplazada por gimnospermas con estróbilos (las primeras plantas con semilla verdaderas) y los primeros musgos verdaderos. Evolucionan los escarabajos y las moscas. La vida marina florece en los arrecifes someros y cálidos; braquiópodos prodúctidos y espiriféridos, bivalvos, foraminíferos, y ammonoideos, todos muy abundantes. Extinción del pérmico-triásico hace 251 ma: se extingue el 95 % de la vida en la Tierra, incluyendo todos los trilobites, graptolites y blastozoos. | 264,28±0,16                 |
| Paleozoico  | Pérmico         | Pérmico         | Guadalupiense       | Wordiense       | Las tierras emergidas se unen formando el supercontinente Pangea, creando los Apalaches. Fin de la glaciación permo-carbonífera. Los reptiles sinápsidos (pelicosaurios y terápsidos) se hacen abundantes, siguen siendo comunes los parareptiles y anfibios temnospóndilos. Durante el Pérmico Medio, la flora del carbonífero es reemplazada por gimnospermas con estróbilos (las primeras plantas con semilla verdaderas) y los primeros musgos verdaderos. Evolucionan los escarabajos y las moscas. La vida marina florece en los arrecifes someros y cálidos; braquiópodos prodúctidos y espiriféridos, bivalvos, foraminíferos, y ammonoideos, todos muy abundantes. Extinción del pérmico-triásico hace 251 ma: se extingue el 95 % de la vida en la Tierra, incluyendo todos los trilobites, graptolites y blastozoos. | 266,9±0,4                   |
| Paleozoico  | Pérmico         | Pérmico         | Guadalupiense       | Roadiense       | Las tierras emergidas se unen formando el supercontinente Pangea, creando los Apalaches. Fin de la glaciación permo-carbonífera. Los reptiles sinápsidos (pelicosaurios y terápsidos) se hacen abundantes, siguen siendo comunes los parareptiles y anfibios temnospóndilos. Durante el Pérmico Medio, la flora del carbonífero es reemplazada por gimnospermas con estróbilos (las primeras plantas con semilla verdaderas) y los primeros musgos verdaderos. Evolucionan los escarabajos y las moscas. La vida marina florece en los arrecifes someros y cálidos; braquiópodos prodúctidos y espiriféridos, bivalvos, foraminíferos, y ammonoideos, todos muy abundantes. Extinción del pérmico-triásico hace 251 ma: se extingue el 95 % de la vida en la Tierra, incluyendo todos los trilobites, graptolites y blastozoos. | 274,4±0,4                   |
| Paleozoico  | Pérmico         | Pérmico         | Cisuraliense        | Kunguriense     | Las tierras emergidas se unen formando el supercontinente Pangea, creando los Apalaches. Fin de la glaciación permo-carbonífera. Los reptiles sinápsidos (pelicosaurios y terápsidos) se hacen abundantes, siguen siendo comunes los parareptiles y anfibios temnospóndilos. Durante el Pérmico Medio, la flora del carbonífero es reemplazada por gimnospermas con estróbilos (las primeras plantas con semilla verdaderas) y los primeros musgos verdaderos. Evolucionan los escarabajos y las moscas. La vida marina florece en los arrecifes someros y cálidos; braquiópodos prodúctidos y espiriféridos, bivalvos, foraminíferos, y ammonoideos, todos muy abundantes. Extinción del pérmico-triásico hace 251 ma: se extingue el 95 % de la vida en la Tierra, incluyendo todos los trilobites, graptolites y blastozoos. | 283,3±0,4                   |
| Paleozoico  | Pérmico         | Pérmico         | Cisuraliense        | Artinskiense    | Las tierras emergidas se unen formando el supercontinente Pangea, creando los Apalaches. Fin de la glaciación permo-carbonífera. Los reptiles sinápsidos (pelicosaurios y terápsidos) se hacen abundantes, siguen siendo comunes los parareptiles y anfibios temnospóndilos. Durante el Pérmico Medio, la flora del carbonífero es reemplazada por gimnospermas con estróbilos (las primeras plantas con semilla verdaderas) y los primeros musgos verdaderos. Evolucionan los escarabajos y las moscas. La vida marina florece en los arrecifes someros y cálidos; braquiópodos prodúctidos y espiriféridos, bivalvos, foraminíferos, y ammonoideos, todos muy abundantes. Extinción del pérmico-triásico hace 251 ma: se extingue el 95 % de la vida en la Tierra, incluyendo todos los trilobites, graptolites y blastozoos. | 290,1±0,26                  |
| Paleozoico  | Pérmico         | Pérmico         | Cisuraliense        | Sakmariense     | Las tierras emergidas se unen formando el supercontinente Pangea, creando los Apalaches. Fin de la glaciación permo-carbonífera. Los reptiles sinápsidos (pelicosaurios y terápsidos) se hacen abundantes, siguen siendo comunes los parareptiles y anfibios temnospóndilos. Durante el Pérmico Medio, la flora del carbonífero es reemplazada por gimnospermas con estróbilos (las primeras plantas con semilla verdaderas) y los primeros musgos verdaderos. Evolucionan los escarabajos y las moscas. La vida marina florece en los arrecifes someros y cálidos; braquiópodos prodúctidos y espiriféridos, bivalvos, foraminíferos, y ammonoideos, todos muy abundantes. Extinción del pérmico-triásico hace 251 ma: se extingue el 95 % de la vida en la Tierra, incluyendo todos los trilobites, graptolites y blastozoos. | 293,52±0,17                 |
| Paleozoico  | Pérmico         | Pérmico         | Cisuraliense        | Asseliense      | Las tierras emergidas se unen formando el supercontinente Pangea, creando los Apalaches. Fin de la glaciación permo-carbonífera. Los reptiles sinápsidos (pelicosaurios y terápsidos) se hacen abundantes, siguen siendo comunes los parareptiles y anfibios temnospóndilos. Durante el Pérmico Medio, la flora del carbonífero es reemplazada por gimnospermas con estróbilos (las primeras plantas con semilla verdaderas) y los primeros musgos verdaderos. Evolucionan los escarabajos y las moscas. La vida marina florece en los arrecifes someros y cálidos; braquiópodos prodúctidos y espiriféridos, bivalvos, foraminíferos, y ammonoideos, todos muy abundantes. Extinción del pérmico-triásico hace 251 ma: se extingue el 95 % de la vida en la Tierra, incluyendo todos los trilobites, graptolites y blastozoos. | 298,9±0,15                  |
| Paleozoico  | Carbo- nífero   | Pensil- vánico  | Superior / Tardío   | Gzheliense      | Los insectos alados se diversifican repentinamente, algunos (protodonatos y palaeodictiópteros) de gran talla. Los anfibios son abundantes y diversificados. Primeros reptiles y bosques (árbol de escamas, helechos, Sigillaria, colas de caballo gigantes, Cordaites, etc.). Nivel de oxígeno más elevado que nunca. En los mares abundan goniatites, braquiópodos, briozoos, bivalvos y corales. Los foraminíferos testados proliferan. | 303,7±0,1                   |
| Paleozoico  | Carbo- nífero   | Pensil- vánico  | Superior / Tardío   | Kasimoviense    | Los insectos alados se diversifican repentinamente, algunos (protodonatos y palaeodictiópteros) de gran talla. Los anfibios son abundantes y diversificados. Primeros reptiles y bosques (árbol de escamas, helechos, Sigillaria, colas de caballo gigantes, Cordaites, etc.). Nivel de oxígeno más elevado que nunca. En los mares abundan goniatites, braquiópodos, briozoos, bivalvos y corales. Los foraminíferos testados proliferan. | 307,0 ±0,1                  |
| Paleozoico  | Carbo- nífero   | Pensil- vánico  | Medio               | Moscoviense     | Los insectos alados se diversifican repentinamente, algunos (protodonatos y palaeodictiópteros) de gran talla. Los anfibios son abundantes y diversificados. Primeros reptiles y bosques (árbol de escamas, helechos, Sigillaria, colas de caballo gigantes, Cordaites, etc.). Nivel de oxígeno más elevado que nunca. En los mares abundan goniatites, braquiópodos, briozoos, bivalvos y corales. Los foraminíferos testados proliferan. | 315,2±0,2                   |
| Paleozoico  | Carbo- nífero   | Pensil- vánico  | Inferior / Temprano | Bashkiriense    | Los insectos alados se diversifican repentinamente, algunos (protodonatos y palaeodictiópteros) de gran talla. Los anfibios son abundantes y diversificados. Primeros reptiles y bosques (árbol de escamas, helechos, Sigillaria, colas de caballo gigantes, Cordaites, etc.). Nivel de oxígeno más elevado que nunca. En los mares abundan goniatites, braquiópodos, briozoos, bivalvos y corales. Los foraminíferos testados proliferan. | 323,4±0,4                   |
| Paleozoico  | Carbo- nífero   | Misisípico      | Superior / Tardío   | Serpukhoviense  | Grandes árboles primitivos, primeros vertebrados terrestres, y escorpiones marinos anfibios viven en los estuarios costeros. Rhizodontos de aletas lobuladas son los grandes depredadores de agua dulce. En los océanos, los primeros tiburones son comunes y muy diversos; equinodermos (crinoides y blastozoos) abundantes. Corales, briozoos, goniatites y braquiópodos (prodúctidos, espiriféridos, etc.) muy comunes. En cambio, trilobites y nautiloideos declinan. Glaciación sobre el este de Gondwana. | 330,3±0,4                   |
| Paleozoico  | Carbo- nífero   | Misisípico      | Medio               | Viseense        | Grandes árboles primitivos, primeros vertebrados terrestres, y escorpiones marinos anfibios viven en los estuarios costeros. Rhizodontos de aletas lobuladas son los grandes depredadores de agua dulce. En los océanos, los primeros tiburones son comunes y muy diversos; equinodermos (crinoides y blastozoos) abundantes. Corales, briozoos, goniatites y braquiópodos (prodúctidos, espiriféridos, etc.) muy comunes. En cambio, trilobites y nautiloideos declinan. Glaciación sobre el este de Gondwana. | 346,7±0,4                   |
| Paleozoico  | Carbo- nífero   | Misisípico      | Inferior / Temprano | Tournaisiense   | Grandes árboles primitivos, primeros vertebrados terrestres, y escorpiones marinos anfibios viven en los estuarios costeros. Rhizodontos de aletas lobuladas son los grandes depredadores de agua dulce. En los océanos, los primeros tiburones son comunes y muy diversos; equinodermos (crinoides y blastozoos) abundantes. Corales, briozoos, goniatites y braquiópodos (prodúctidos, espiriféridos, etc.) muy comunes. En cambio, trilobites y nautiloideos declinan. Glaciación sobre el este de Gondwana. | 358,86±0,19                 |
| Paleozoico  | Devónico        | Devónico        | Superior / Tardío   | Fameniense      | Aparecen las primeras lycopodiáceas, colas de caballo y helechos, así como las primeras plantas con semilla (progimnospermas), primeros árboles (la progimnosperma Archaeopteris), y primeros insectos (con alas). Braquiópodos estrofoménidos y atrypidos, corales rugosos y tabulados, y crinoides son muy abundantes en los océanos. Ammonoideos goniatíticos alcanzan su máximo, surgen los coleoideos con forma de calamar. Declinan los trilobites y los agnatos acorazados, comienza el reinado de los peces mandibulados (placodermos, de aletas lobuladas y osteíctios, primeros tiburones). Los primeros anfibios son aún acuáticos. Se forma Euramérica (continente de las Areniscas Rojas Antiguas). | 372,15±0,46                 |
| Paleozoico  | Devónico        | Devónico        | Superior / Tardío   | Frasniense      | Aparecen las primeras lycopodiáceas, colas de caballo y helechos, así como las primeras plantas con semilla (progimnospermas), primeros árboles (la progimnosperma Archaeopteris), y primeros insectos (con alas). Braquiópodos estrofoménidos y atrypidos, corales rugosos y tabulados, y crinoides son muy abundantes en los océanos. Ammonoideos goniatíticos alcanzan su máximo, surgen los coleoideos con forma de calamar. Declinan los trilobites y los agnatos acorazados, comienza el reinado de los peces mandibulados (placodermos, de aletas lobuladas y osteíctios, primeros tiburones). Los primeros anfibios son aún acuáticos. Se forma Euramérica (continente de las Areniscas Rojas Antiguas). | 382,31±1,36                 |
| Paleozoico  | Devónico        | Devónico        | Medio               | Givetiense      | Aparecen las primeras lycopodiáceas, colas de caballo y helechos, así como las primeras plantas con semilla (progimnospermas), primeros árboles (la progimnosperma Archaeopteris), y primeros insectos (con alas). Braquiópodos estrofoménidos y atrypidos, corales rugosos y tabulados, y crinoides son muy abundantes en los océanos. Ammonoideos goniatíticos alcanzan su máximo, surgen los coleoideos con forma de calamar. Declinan los trilobites y los agnatos acorazados, comienza el reinado de los peces mandibulados (placodermos, de aletas lobuladas y osteíctios, primeros tiburones). Los primeros anfibios son aún acuáticos. Se forma Euramérica (continente de las Areniscas Rojas Antiguas). | 387,95±1,04                 |
| Paleozoico  | Devónico        | Devónico        | Medio               | Eifeliense      | Aparecen las primeras lycopodiáceas, colas de caballo y helechos, así como las primeras plantas con semilla (progimnospermas), primeros árboles (la progimnosperma Archaeopteris), y primeros insectos (con alas). Braquiópodos estrofoménidos y atrypidos, corales rugosos y tabulados, y crinoides son muy abundantes en los océanos. Ammonoideos goniatíticos alcanzan su máximo, surgen los coleoideos con forma de calamar. Declinan los trilobites y los agnatos acorazados, comienza el reinado de los peces mandibulados (placodermos, de aletas lobuladas y osteíctios, primeros tiburones). Los primeros anfibios son aún acuáticos. Se forma Euramérica (continente de las Areniscas Rojas Antiguas). | 393,47±0,99                 |
| Paleozoico  | Devónico        | Devónico        | Inferior / Temprano | Emsiense        | Aparecen las primeras lycopodiáceas, colas de caballo y helechos, así como las primeras plantas con semilla (progimnospermas), primeros árboles (la progimnosperma Archaeopteris), y primeros insectos (con alas). Braquiópodos estrofoménidos y atrypidos, corales rugosos y tabulados, y crinoides son muy abundantes en los océanos. Ammonoideos goniatíticos alcanzan su máximo, surgen los coleoideos con forma de calamar. Declinan los trilobites y los agnatos acorazados, comienza el reinado de los peces mandibulados (placodermos, de aletas lobuladas y osteíctios, primeros tiburones). Los primeros anfibios son aún acuáticos. Se forma Euramérica (continente de las Areniscas Rojas Antiguas). | 410,62±1,95                 |
| Paleozoico  | Devónico        | Devónico        | Inferior / Temprano | Pragiense       | Aparecen las primeras lycopodiáceas, colas de caballo y helechos, así como las primeras plantas con semilla (progimnospermas), primeros árboles (la progimnosperma Archaeopteris), y primeros insectos (con alas). Braquiópodos estrofoménidos y atrypidos, corales rugosos y tabulados, y crinoides son muy abundantes en los océanos. Ammonoideos goniatíticos alcanzan su máximo, surgen los coleoideos con forma de calamar. Declinan los trilobites y los agnatos acorazados, comienza el reinado de los peces mandibulados (placodermos, de aletas lobuladas y osteíctios, primeros tiburones). Los primeros anfibios son aún acuáticos. Se forma Euramérica (continente de las Areniscas Rojas Antiguas). | 413,02±1,91                 |
| Paleozoico  | Devónico        | Devónico        | Inferior / Temprano | Lochkoviense    | Aparecen las primeras lycopodiáceas, colas de caballo y helechos, así como las primeras plantas con semilla (progimnospermas), primeros árboles (la progimnosperma Archaeopteris), y primeros insectos (con alas). Braquiópodos estrofoménidos y atrypidos, corales rugosos y tabulados, y crinoides son muy abundantes en los océanos. Ammonoideos goniatíticos alcanzan su máximo, surgen los coleoideos con forma de calamar. Declinan los trilobites y los agnatos acorazados, comienza el reinado de los peces mandibulados (placodermos, de aletas lobuladas y osteíctios, primeros tiburones). Los primeros anfibios son aún acuáticos. Se forma Euramérica (continente de las Areniscas Rojas Antiguas). | 419,62±1,36                 |
| Paleozoico  | Silúrico        | Silúrico        | Prídoli             | Prídoli         | Primeras plantas vasculares (Rhyniophyta y emparentadas), primeros milpiés y miriápodos arthropleuroideos en tierra. Primeros peces con mandíbula junto con gran variedad de peces acorazados agnatos, pueblan los mares. Los escorpiones marinos alcanzan gran tamaño. Corales tabulados y rugosos, braquiópodos (Pentamerida, Rhynchonellida, etc.), y crinoides todos abundantes. Trilobites y moluscos diversos; graptolites no tan variados. | 422,7±1,6                   |
| Paleozoico  | Silúrico        | Silúrico        | Ludlow              | Ludfordiense    | Primeras plantas vasculares (Rhyniophyta y emparentadas), primeros milpiés y miriápodos arthropleuroideos en tierra. Primeros peces con mandíbula junto con gran variedad de peces acorazados agnatos, pueblan los mares. Los escorpiones marinos alcanzan gran tamaño. Corales tabulados y rugosos, braquiópodos (Pentamerida, Rhynchonellida, etc.), y crinoides todos abundantes. Trilobites y moluscos diversos; graptolites no tan variados. | 425,0±1,5                   |
| Paleozoico  | Silúrico        | Silúrico        | Ludlow              | Gorstiense      | Primeras plantas vasculares (Rhyniophyta y emparentadas), primeros milpiés y miriápodos arthropleuroideos en tierra. Primeros peces con mandíbula junto con gran variedad de peces acorazados agnatos, pueblan los mares. Los escorpiones marinos alcanzan gran tamaño. Corales tabulados y rugosos, braquiópodos (Pentamerida, Rhynchonellida, etc.), y crinoides todos abundantes. Trilobites y moluscos diversos; graptolites no tan variados. | 426,7±1,5                   |
| Paleozoico  | Silúrico        | Silúrico        | Wenlock             | Homeriense      | Primeras plantas vasculares (Rhyniophyta y emparentadas), primeros milpiés y miriápodos arthropleuroideos en tierra. Primeros peces con mandíbula junto con gran variedad de peces acorazados agnatos, pueblan los mares. Los escorpiones marinos alcanzan gran tamaño. Corales tabulados y rugosos, braquiópodos (Pentamerida, Rhynchonellida, etc.), y crinoides todos abundantes. Trilobites y moluscos diversos; graptolites no tan variados. | 430,6±1,3                   |
| Paleozoico  | Silúrico        | Silúrico        | Wenlock             | Sheinwoodiense  | Primeras plantas vasculares (Rhyniophyta y emparentadas), primeros milpiés y miriápodos arthropleuroideos en tierra. Primeros peces con mandíbula junto con gran variedad de peces acorazados agnatos, pueblan los mares. Los escorpiones marinos alcanzan gran tamaño. Corales tabulados y rugosos, braquiópodos (Pentamerida, Rhynchonellida, etc.), y crinoides todos abundantes. Trilobites y moluscos diversos; graptolites no tan variados. | 432,9±1,2                   |
| Paleozoico  | Silúrico        | Silúrico        | Llandovery          | Telychiense     | Primeras plantas vasculares (Rhyniophyta y emparentadas), primeros milpiés y miriápodos arthropleuroideos en tierra. Primeros peces con mandíbula junto con gran variedad de peces acorazados agnatos, pueblan los mares. Los escorpiones marinos alcanzan gran tamaño. Corales tabulados y rugosos, braquiópodos (Pentamerida, Rhynchonellida, etc.), y crinoides todos abundantes. Trilobites y moluscos diversos; graptolites no tan variados. | 438,6±1,0                   |
| Paleozoico  | Silúrico        | Silúrico        | Llandovery          | Aeroniense      | Primeras plantas vasculares (Rhyniophyta y emparentadas), primeros milpiés y miriápodos arthropleuroideos en tierra. Primeros peces con mandíbula junto con gran variedad de peces acorazados agnatos, pueblan los mares. Los escorpiones marinos alcanzan gran tamaño. Corales tabulados y rugosos, braquiópodos (Pentamerida, Rhynchonellida, etc.), y crinoides todos abundantes. Trilobites y moluscos diversos; graptolites no tan variados. | 440,5±1,0                   |
| Paleozoico  | Silúrico        | Silúrico        | Llandovery          | Rhuddaniense    | Primeras plantas vasculares (Rhyniophyta y emparentadas), primeros milpiés y miriápodos arthropleuroideos en tierra. Primeros peces con mandíbula junto con gran variedad de peces acorazados agnatos, pueblan los mares. Los escorpiones marinos alcanzan gran tamaño. Corales tabulados y rugosos, braquiópodos (Pentamerida, Rhynchonellida, etc.), y crinoides todos abundantes. Trilobites y moluscos diversos; graptolites no tan variados. | 443,1±0,9                   |
| Paleozoico  | Ordovícico      | Ordovícico      | Superior / Tardío   | Hirnantiense    | Los invertebrados se diversifican en muchas formas nuevas (ej. cefalópodos de concha recta). Primeros corales, braquiópodos articulados (Orthida, Strophomenida, etc), bivalvos, nautiloideos, trilobites, ostrácodos, briozoos, muchos tipos de equinodermos (crinoides, cistoideos, estrellas de mar, etc.), graptolites ramificados, y otros taxones todos comunes. Aparecen los conodontos (cordados planctónicos primitivos). Primeras plantas verdes y hongos en tierra. Glaciación al final del periodo. | 445,2±0,9                   |
| Paleozoico  | Ordovícico      | Ordovícico      | Superior / Tardío   | Katiense        | Los invertebrados se diversifican en muchas formas nuevas (ej. cefalópodos de concha recta). Primeros corales, braquiópodos articulados (Orthida, Strophomenida, etc), bivalvos, nautiloideos, trilobites, ostrácodos, briozoos, muchos tipos de equinodermos (crinoides, cistoideos, estrellas de mar, etc.), graptolites ramificados, y otros taxones todos comunes. Aparecen los conodontos (cordados planctónicos primitivos). Primeras plantas verdes y hongos en tierra. Glaciación al final del periodo. | 452,8±0,7                   |
| Paleozoico  | Ordovícico      | Ordovícico      | Superior / Tardío   | Sandbiense      | Los invertebrados se diversifican en muchas formas nuevas (ej. cefalópodos de concha recta). Primeros corales, braquiópodos articulados (Orthida, Strophomenida, etc), bivalvos, nautiloideos, trilobites, ostrácodos, briozoos, muchos tipos de equinodermos (crinoides, cistoideos, estrellas de mar, etc.), graptolites ramificados, y otros taxones todos comunes. Aparecen los conodontos (cordados planctónicos primitivos). Primeras plantas verdes y hongos en tierra. Glaciación al final del periodo. | 458,2±0,7                   |
| Paleozoico  | Ordovícico      | Ordovícico      | Medio               | Darriwiliense   | Los invertebrados se diversifican en muchas formas nuevas (ej. cefalópodos de concha recta). Primeros corales, braquiópodos articulados (Orthida, Strophomenida, etc), bivalvos, nautiloideos, trilobites, ostrácodos, briozoos, muchos tipos de equinodermos (crinoides, cistoideos, estrellas de mar, etc.), graptolites ramificados, y otros taxones todos comunes. Aparecen los conodontos (cordados planctónicos primitivos). Primeras plantas verdes y hongos en tierra. Glaciación al final del periodo. | 469,4±0,9                   |
| Paleozoico  | Ordovícico      | Ordovícico      | Medio               | Dapingiense     | Los invertebrados se diversifican en muchas formas nuevas (ej. cefalópodos de concha recta). Primeros corales, braquiópodos articulados (Orthida, Strophomenida, etc), bivalvos, nautiloideos, trilobites, ostrácodos, briozoos, muchos tipos de equinodermos (crinoides, cistoideos, estrellas de mar, etc.), graptolites ramificados, y otros taxones todos comunes. Aparecen los conodontos (cordados planctónicos primitivos). Primeras plantas verdes y hongos en tierra. Glaciación al final del periodo. | 471,3±1,0                   |
| Paleozoico  | Ordovícico      | Ordovícico      | Inferior / Temprano | Floiense        | Los invertebrados se diversifican en muchas formas nuevas (ej. cefalópodos de concha recta). Primeros corales, braquiópodos articulados (Orthida, Strophomenida, etc), bivalvos, nautiloideos, trilobites, ostrácodos, briozoos, muchos tipos de equinodermos (crinoides, cistoideos, estrellas de mar, etc.), graptolites ramificados, y otros taxones todos comunes. Aparecen los conodontos (cordados planctónicos primitivos). Primeras plantas verdes y hongos en tierra. Glaciación al final del periodo. | 477,1±1,2                   |
| Paleozoico  | Ordovícico      | Ordovícico      | Inferior / Temprano | Tremadociense   | Los invertebrados se diversifican en muchas formas nuevas (ej. cefalópodos de concha recta). Primeros corales, braquiópodos articulados (Orthida, Strophomenida, etc), bivalvos, nautiloideos, trilobites, ostrácodos, briozoos, muchos tipos de equinodermos (crinoides, cistoideos, estrellas de mar, etc.), graptolites ramificados, y otros taxones todos comunes. Aparecen los conodontos (cordados planctónicos primitivos). Primeras plantas verdes y hongos en tierra. Glaciación al final del periodo. | 486,8 ±1,5                  |
| Paleozoico  | Cámbrico        | Cámbrico        | Furongiense         | Piso/Edad 10    | Elevada diversificación de las formas de vida en la explosión cámbrica. Aparecen la mayoría de los filos animales modernos. Aparecen los primeros cordados, junto con una gran variedad de filos problemáticos ya extintos. Abundan los arqueociatos formadores de arrecifes, luego desaparecen. Trilobites, gusanos priapúlidos, esponjas, braquiópodos inarticulados, y muchos otros animales son abundantes. Los anomalocáridos son depredadores gigantes, mientras que mucha de la fauna de Ediacara se extingue. Procariotas, protistas (ej. foraminíferos), hongos y algas persisten hasta el día de hoy. Pannotia se escinde en Gondwana y en otros continentes menores. | 491                         |
| Paleozoico  | Cámbrico        | Cámbrico        | Furongiense         | Jiangshaniense  | Elevada diversificación de las formas de vida en la explosión cámbrica. Aparecen la mayoría de los filos animales modernos. Aparecen los primeros cordados, junto con una gran variedad de filos problemáticos ya extintos. Abundan los arqueociatos formadores de arrecifes, luego desaparecen. Trilobites, gusanos priapúlidos, esponjas, braquiópodos inarticulados, y muchos otros animales son abundantes. Los anomalocáridos son depredadores gigantes, mientras que mucha de la fauna de Ediacara se extingue. Procariotas, protistas (ej. foraminíferos), hongos y algas persisten hasta el día de hoy. Pannotia se escinde en Gondwana y en otros continentes menores. | 494,2                       |
| Paleozoico  | Cámbrico        | Cámbrico        | Furongiense         | Paibiense       | Elevada diversificación de las formas de vida en la explosión cámbrica. Aparecen la mayoría de los filos animales modernos. Aparecen los primeros cordados, junto con una gran variedad de filos problemáticos ya extintos. Abundan los arqueociatos formadores de arrecifes, luego desaparecen. Trilobites, gusanos priapúlidos, esponjas, braquiópodos inarticulados, y muchos otros animales son abundantes. Los anomalocáridos son depredadores gigantes, mientras que mucha de la fauna de Ediacara se extingue. Procariotas, protistas (ej. foraminíferos), hongos y algas persisten hasta el día de hoy. Pannotia se escinde en Gondwana y en otros continentes menores. | ~497                        |
| Paleozoico  | Cámbrico        | Cámbrico        | Miaolingianiense    | Guzhangiense    | Elevada diversificación de las formas de vida en la explosión cámbrica. Aparecen la mayoría de los filos animales modernos. Aparecen los primeros cordados, junto con una gran variedad de filos problemáticos ya extintos. Abundan los arqueociatos formadores de arrecifes, luego desaparecen. Trilobites, gusanos priapúlidos, esponjas, braquiópodos inarticulados, y muchos otros animales son abundantes. Los anomalocáridos son depredadores gigantes, mientras que mucha de la fauna de Ediacara se extingue. Procariotas, protistas (ej. foraminíferos), hongos y algas persisten hasta el día de hoy. Pannotia se escinde en Gondwana y en otros continentes menores. | ~500,5                      |
| Paleozoico  | Cámbrico        | Cámbrico        | Miaolingianiense    | Drumiense       | Elevada diversificación de las formas de vida en la explosión cámbrica. Aparecen la mayoría de los filos animales modernos. Aparecen los primeros cordados, junto con una gran variedad de filos problemáticos ya extintos. Abundan los arqueociatos formadores de arrecifes, luego desaparecen. Trilobites, gusanos priapúlidos, esponjas, braquiópodos inarticulados, y muchos otros animales son abundantes. Los anomalocáridos son depredadores gigantes, mientras que mucha de la fauna de Ediacara se extingue. Procariotas, protistas (ej. foraminíferos), hongos y algas persisten hasta el día de hoy. Pannotia se escinde en Gondwana y en otros continentes menores. | ~504,5                      |
| Paleozoico  | Cámbrico        | Cámbrico        | Miaolingianiense    | Wuliuense       | Elevada diversificación de las formas de vida en la explosión cámbrica. Aparecen la mayoría de los filos animales modernos. Aparecen los primeros cordados, junto con una gran variedad de filos problemáticos ya extintos. Abundan los arqueociatos formadores de arrecifes, luego desaparecen. Trilobites, gusanos priapúlidos, esponjas, braquiópodos inarticulados, y muchos otros animales son abundantes. Los anomalocáridos son depredadores gigantes, mientras que mucha de la fauna de Ediacara se extingue. Procariotas, protistas (ej. foraminíferos), hongos y algas persisten hasta el día de hoy. Pannotia se escinde en Gondwana y en otros continentes menores. | ~506,5                      |
| Paleozoico  | Cámbrico        | Cámbrico        | Serie/Época 2       | Piso/Edad 4     | Elevada diversificación de las formas de vida en la explosión cámbrica. Aparecen la mayoría de los filos animales modernos. Aparecen los primeros cordados, junto con una gran variedad de filos problemáticos ya extintos. Abundan los arqueociatos formadores de arrecifes, luego desaparecen. Trilobites, gusanos priapúlidos, esponjas, braquiópodos inarticulados, y muchos otros animales son abundantes. Los anomalocáridos son depredadores gigantes, mientras que mucha de la fauna de Ediacara se extingue. Procariotas, protistas (ej. foraminíferos), hongos y algas persisten hasta el día de hoy. Pannotia se escinde en Gondwana y en otros continentes menores. | 514,5                       |
| Paleozoico  | Cámbrico        | Cámbrico        | Serie/Época 2       | Piso/Edad 3     | Elevada diversificación de las formas de vida en la explosión cámbrica. Aparecen la mayoría de los filos animales modernos. Aparecen los primeros cordados, junto con una gran variedad de filos problemáticos ya extintos. Abundan los arqueociatos formadores de arrecifes, luego desaparecen. Trilobites, gusanos priapúlidos, esponjas, braquiópodos inarticulados, y muchos otros animales son abundantes. Los anomalocáridos son depredadores gigantes, mientras que mucha de la fauna de Ediacara se extingue. Procariotas, protistas (ej. foraminíferos), hongos y algas persisten hasta el día de hoy. Pannotia se escinde en Gondwana y en otros continentes menores. | ~521                        |
| Paleozoico  | Cámbrico        | Cámbrico        | Terreneuviense      | Piso/Edad 2     | Elevada diversificación de las formas de vida en la explosión cámbrica. Aparecen la mayoría de los filos animales modernos. Aparecen los primeros cordados, junto con una gran variedad de filos problemáticos ya extintos. Abundan los arqueociatos formadores de arrecifes, luego desaparecen. Trilobites, gusanos priapúlidos, esponjas, braquiópodos inarticulados, y muchos otros animales son abundantes. Los anomalocáridos son depredadores gigantes, mientras que mucha de la fauna de Ediacara se extingue. Procariotas, protistas (ej. foraminíferos), hongos y algas persisten hasta el día de hoy. Pannotia se escinde en Gondwana y en otros continentes menores. | ~529                        |
| Paleozoico  | Cámbrico        | Cámbrico        | Terreneuviense      | Fortuniense     | Elevada diversificación de las formas de vida en la explosión cámbrica. Aparecen la mayoría de los filos animales modernos. Aparecen los primeros cordados, junto con una gran variedad de filos problemáticos ya extintos. Abundan los arqueociatos formadores de arrecifes, luego desaparecen. Trilobites, gusanos priapúlidos, esponjas, braquiópodos inarticulados, y muchos otros animales son abundantes. Los anomalocáridos son depredadores gigantes, mientras que mucha de la fauna de Ediacara se extingue. Procariotas, protistas (ej. foraminíferos), hongos y algas persisten hasta el día de hoy. Pannotia se escinde en Gondwana y en otros continentes menores. | 538,8±0,6                   |

## Geología
Durante el periodo entre finales del Precámbrico y el Paleozoico, la mayor parte de la evidencia de la historia temprana de la Tierra fue destruida por la erosión. Desde el inicio del Paleozoico, los mares poco profundos invadieron los continentes. La configuración de los continentes era muy diferente de la actual. En primer lugar, en esta era se dan al menos dos orogenias, la Caledoniana (durante el Silúrico superior) y la Herciniana (en el Permocarbonífero), que afectaron a toda la superficie terrestre, generando cadenas montañosas como, por ejemplo, el macizo Hespérico en el hemisferio norte; aunque como se ha dicho, sus huellas se detectan por todo el globo. La era se inicia poco después de la desintegración del supercontinente Pannotia y el final de una era glacial. Durante el Paleozoico inferior, la superficie de la Tierra se divide en un número relativamente pequeño de continentes. Hacia el final de la era, los continentes se reunieron en el supercontinente Pangea, que incluía la mayor parte de la superficie terrestre del planeta.

## Clima
El Paleozoico inferior probablemente tenía un clima moderado al inicio, pero se tornó cada vez más cálido en el transcurso del Cámbrico. También se produjo el segundo incremento sostenido del nivel del mar más grande del Fanerozoico. Sin embargo, esta tendencia se vio contrarrestada por el desplazamiento de Gondwana hacia el sur con velocidad considerable, por lo que, en tiempos de Ordovícico, la mayoría de Gondwana occidental (África y América del Sur) se asentó directamente sobre el Polo Sur. 
En esta época el clima está también fuertemente influenciado por la zona, con el resultado de que el "clima", en un sentido global, se convirtió en cálido. Sin embargo, el medio ambiente de la mayoría de los organismos de la época, la plataforma marina continental, se fue enfriando paulatinamente. Por otro lado, Báltica (Europa del Norte y Rusia) y Laurentia (este de América del Norte y Groenlandia) se mantuvo en la zona tropical, mientras que China y Australia se situaban en aguas más templadas. 
El Paleozoico inferior terminó, bastante abruptamente, con la corta, pero al parecer intensa, glaciación del Ordovícico superior. Esta ola de frío causó la segunda mayor extinción masiva del eón Fanerozoico. Con el tiempo, el clima se fue haciendo más cálido.

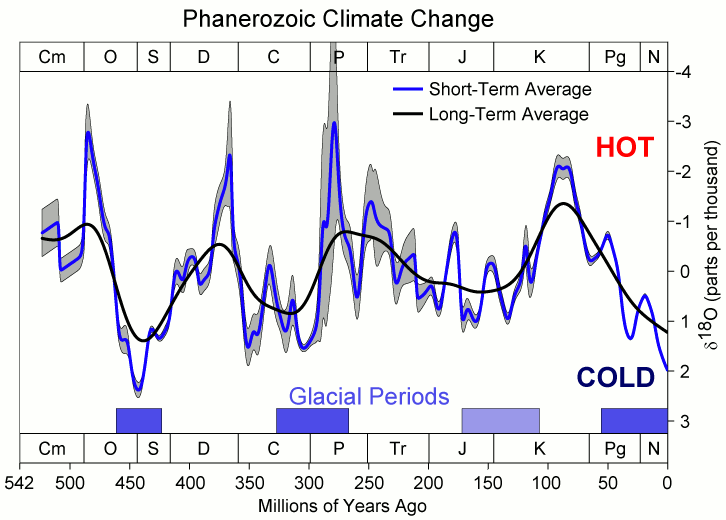
Cambio climático en los últimos 500 millones de años en a base medidas del isótopo ^{18}O. El clima actual (a la derecha) es más frío que durante la mayor parte del Paleozoico.

El Paleozoico medio fue una época de gran estabilidad. El nivel del mar había descendido coincidiendo con la glaciación, pero se recuperó lentamente durante el transcurso del Silúrico y Devónico. La lenta fusión de Laurentia y Báltica, y el lento movimiento hacia el norte de los fragmentos de Gondwana crearon numerosas nuevas regiones de aguas relativamente cálidas. Como las plantas colonizaron los márgenes continentales, el nivel de oxígeno se incrementó y el dióxido de carbono disminuyó, aunque mucho menos dramáticamente.
El gradiente de temperaturas norte-sur también parece haber sido moderado, o simplemente los organismos metazoarios se hicieron más resistentes, o ambas cosas. En cualquier caso, el extremo sur de los márgenes continentales de la Antártida y el Oeste de Gondwana cada vez se hicieron menos estériles. 
El Devónico terminó con una serie de pulsos que acabaron con gran parte de los vertebrados del Paleozoico Medio, sin reducir notablemente la diversidad de especies en general.
El Paleozoico superior fue una época que nos ha dejado un gran número de preguntas sin respuesta. El Misisípico comenzó con un repunte en el oxígeno atmosférico, mientras que el dióxido de carbono cayó a mínimos. Esto desestabilizó el clima y llevó a una, tal vez dos, glaciaciones durante el Carbonífero. Estas son mucho más severas que la breve glaciación del Ordovícico superior, pero esta vez los efectos sobre la biota fueron intrascendentes. 
Para comienzo del Pérmico, tanto el oxígeno como el dióxido de carbono se había recuperado a niveles más normales. Por otro lado, la formación de Pangea creó extensas regiones interiores áridas sujetas a temperaturas extremas. El Pérmico superior se asocia con la caída del nivel del mar, el aumento del dióxido de carbono y un deterioro climático general, que culminó con la devastación de la extinción masiva del Pérmico-Triásico.

## Biología
El contenido biológico de la Era Paleozoica es bastante rico; comprende numerosas formas de vida acuática: algas, esponjas, corales, braquiópodos, moluscos bivalvos, gasterópodos y cefalópodos; entre los artrópodos destacan los trilobites y los primeros insectos; aparte, también los primeros arácnidos (que son los primeros animales terrestres) y los equinodermos. Se desarrollan las plantas vasculares y pteridofitas (o helechos), especialmente abundantes durante el Carbonífero. También en esta era aparecen los primeros vertebrados, peces cartilaginosos, anfibios e, incluso, los primeros reptiles.

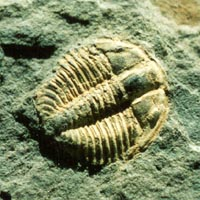
Trilobites (Cámbrico)
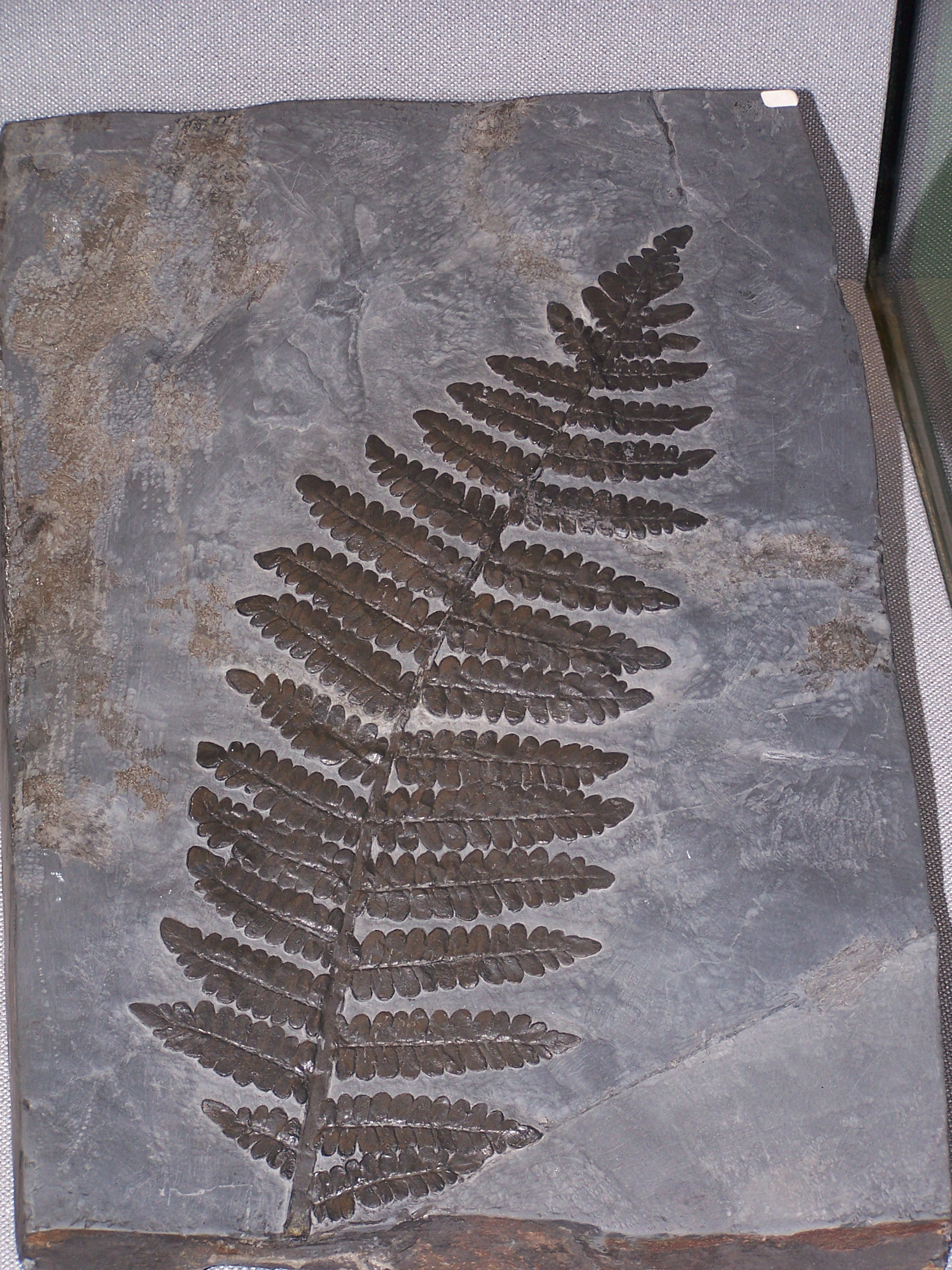
Helecho (Carbonífero)
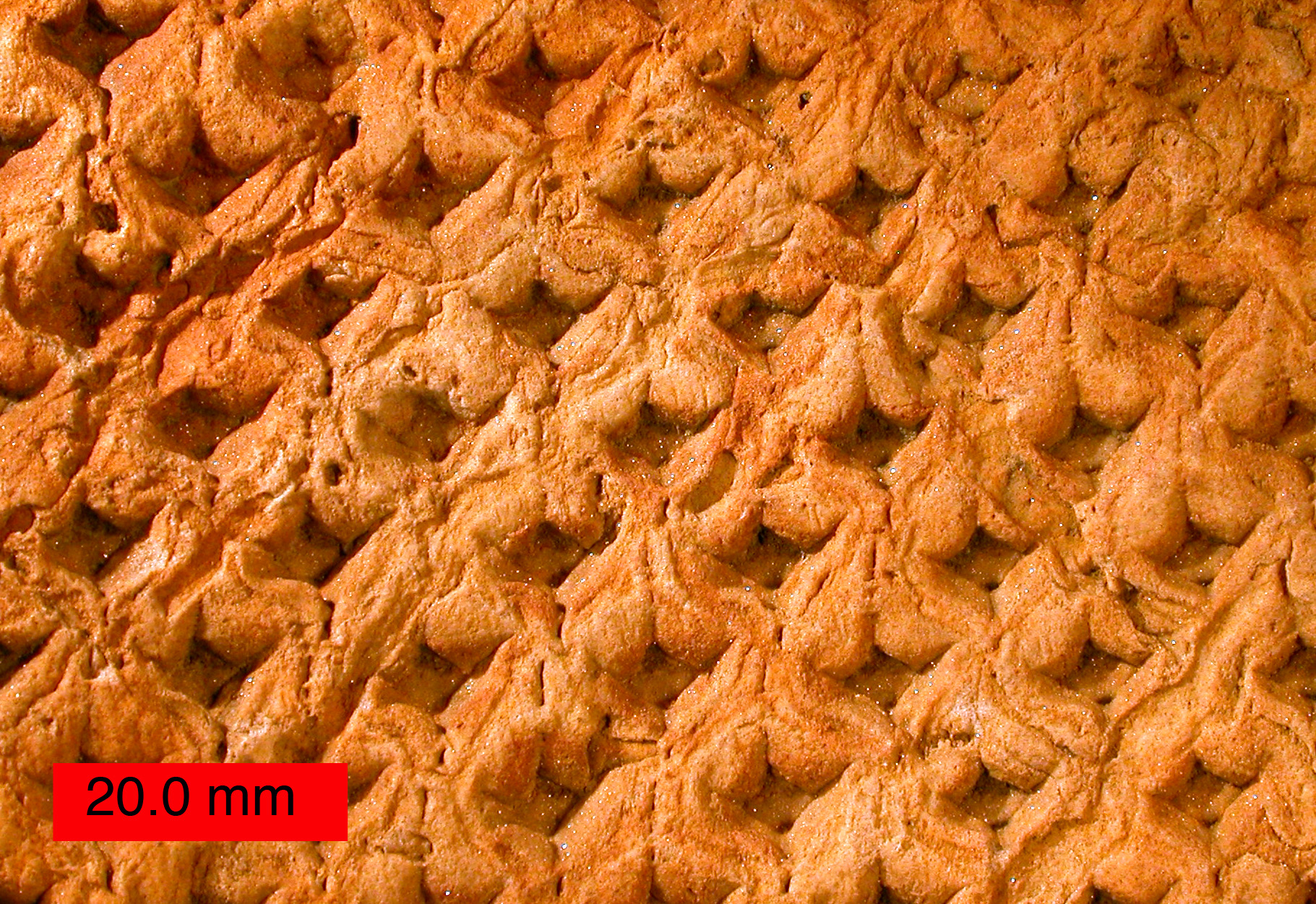
Lepidodendron (Carbonífero)

El límite inferior (más antiguo) de esta era, clásicamente la marcaba la primera aparición de criaturas tales como trilobites y arqueociatos. La práctica moderna establece este límite como la primera aparición del distintivo icnofósil Trichophycus pedum. El límite superior (más joven) se ha fijado en el gran evento de extinción masiva ocurrido 300 millones de años más tarde, la extinción masiva del Pérmico-Triásico.
Al comienzo de la época, las formas de vida se limitan a bacterias, algas, esponjas y una gran variedad de formas pluricelulares enigmáticas conocidas colectivamente como fauna de Ediacara. Un gran número de planes corporales aparecieron casi simultáneamente al comienzo de la era, un fenómeno conocido como explosión cámbrica. 
Hay algunas pruebas de que formas simples de vida habían invadido la tierra al inicio del Paleozoico, pero la mayor parte de las plantas y animales no colonizaron la tierra hasta el Silúrico y no prosperaron hasta el Devónico. Aunque se conocen vertebrados primitivos al principio del Paleozoico, la fauna está dominada por los invertebrados hasta mediados del Paleozoico. Los peces se diversifican en el Devónico. 
Durante el Paleozoico tardío, grandes bosques de plantas primitivas prosperaron en tierra, formando los grandes yacimientos de carbón de Europa y del Este de Norteamérica. A finales de la era se desarrollaron los primeros grandes reptiles y las primeras plantas modernas (coníferas).